# メナラ庭園
メナラ庭園 (アラビア語: حدائق المنارة、英語: Menara gardens) は、モロッコのマラケシュ西部に位置する植物園である。12世紀（1130年頃）に、ムワッヒド朝のアブドゥルムウミンによって建設された。

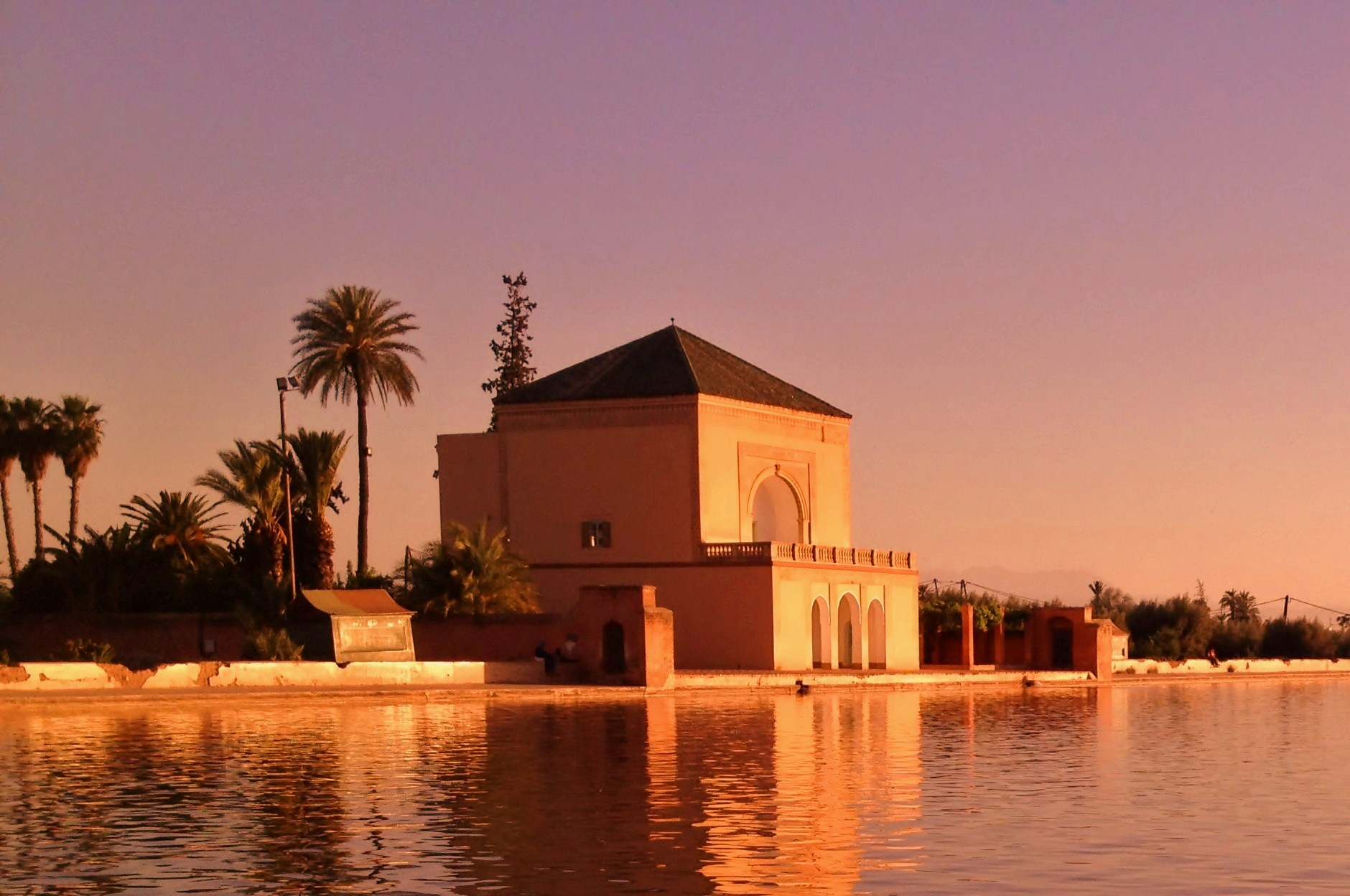
夕暮れ（2013年4月）

「メナラ」という名前は、灯台（منارَة [manaara]）という意味をもった、小さな緑色のピラミッド型屋根（menzeh）をもったパビリオンからとられている。実際には庭園内に灯台の役割をもつ建物はないが、モスクのミナレットなど、一般的に高さのある建物のことを"menara"という。このパビリオンは16世紀のサアド朝の時代に建設され、1869年にサルタンであったアブドゥルラフマーンが夏の間滞在するために改装した。

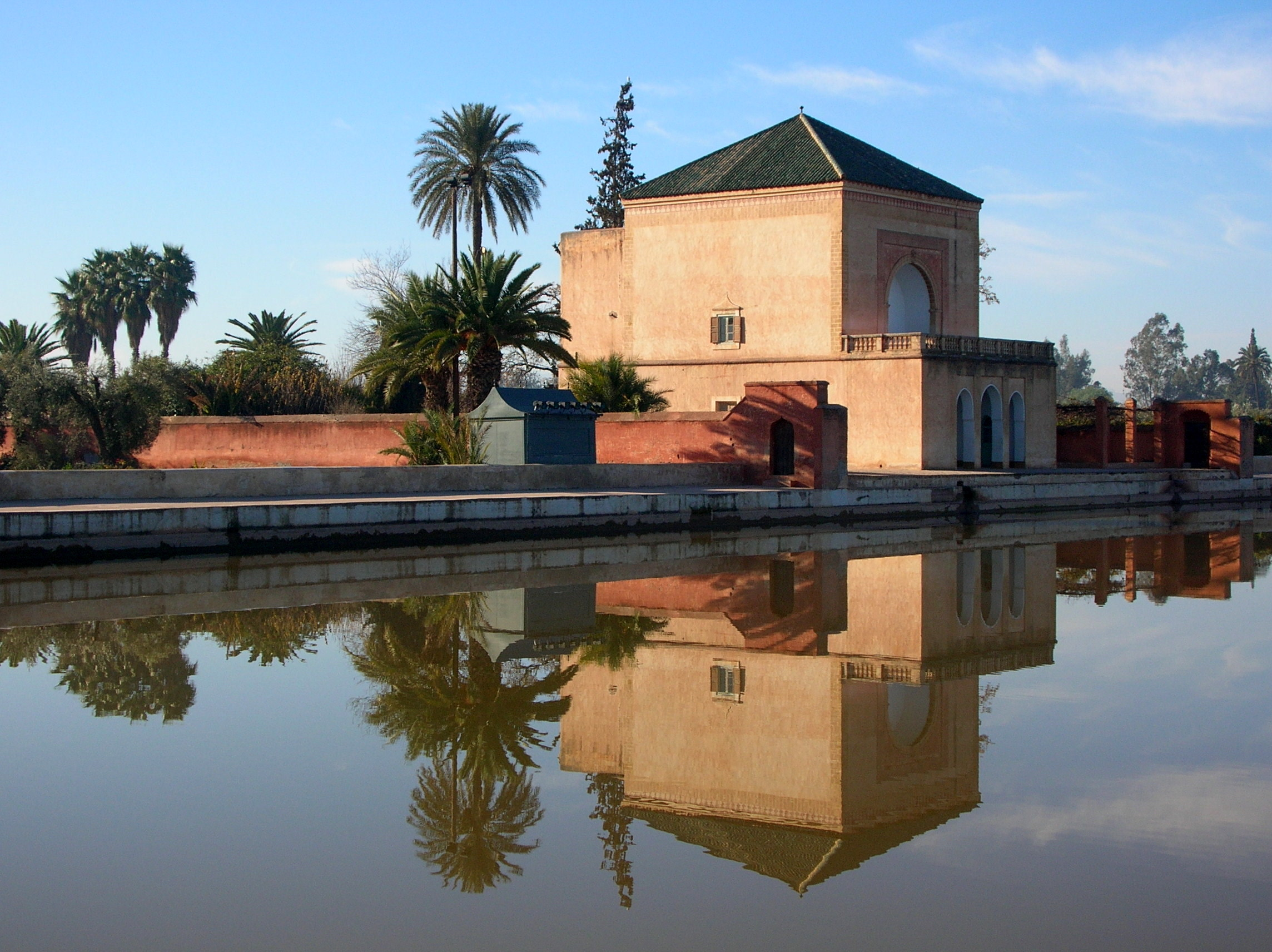
メナラ庭園

パビリオンと人工湖は果樹園とオリーブに囲まれている。人工湖は、「カナート」と呼ばれる地下水路を用いて周囲の庭園や果樹園を灌漑するために設けられている。水は、古い水理学を用いて、マラケシュからおよそ30km離れた山地から供給されている。また、戦術的にも用いられた。